# Saxifraga x thrinax
Saxifraga x thrinax es una planta herbácea de la familia de las saxifragáceas.
Es un híbrido compuesto por las especies Saxifraga androsacea y Saxifraga wahlenbergii.

## Taxonomía
Saxifraga x thrinax fue descrita por Karl Rechinger y publicado en Repert. Spec. Nov. Regni Veg. 26: 233 1929.
Etimología
Saxifraga: nombre genérico que viene del latín saxum, ("piedra") y frangere, ("romper, quebrar"). Estas plantas se llaman así por su capacidad, según los antiguos, de romper las piedras con sus fuertes raíces. Así lo afirmaba Plinio, por ejemplo.
thrinax: epíteto